# Lui è leggenda
Lui è leggenda (He is Legend) è una raccolta di racconti a cura di Christopher Conlon. L'opera è un tributo allo scrittore Richard Matheson, considerato uno dei maggiori esponenti del fantastico contemporaneo. 
Per rendere omaggio all’artista, Conlon ha invitato alcuni dei più importanti scrittori contemporanei a scrivere nuovi racconti ispirati ai mondi narrativi di Matheson: prequel, sequel, variazioni, oppure storie basate sui suoi temi ricorrenti. L’obiettivo era creare qualcosa che si avvicinasse a una nuova raccolta di racconti di Matheson, il quale aveva smesso di scriverne negli anni ’70.
Il risultato è un'antologia di 16 racconti in cui si possono ritrovare i temi ricorrenti di Matheson.
Ramsey Campbell che scrive l'introduzione a questa serie di racconti definisce Richard Matheson, "probabilmente il più grande scrittore vivente di horror moderno". Ne celebra l’influenza innovativa nel portare il fantastico e il terrificante nella quotidianità americana, al pari di Fritz Leiber, Ray Bradbury e Charles Beaumont. Campbell dipinge la figura di uno scrittore che ha osato sperimentare audacemente con prospettive narrative e stile; e che ha saputo creare intensità psicologica con la capacità di fondere terrore, emozione e quotidianità come pochi altri.

## Storia editoriale
Pubblicato per la prima volta in lingua inglese il 1 Gennaio 2009 dalla Gauntlet Publications, vince il premio Bram Stoker Award come migliore antologia nello stesso anno. Nel 2010 riceve una menzione d'onore in occasione dell'Eric Hoffer Award. La raccolta arriverà in Italia nel 2011, grazie alla pubblicazione di Mondadori nella collana Urania millemondi, nel n.57 di Novembre, con una postfazione di Giuseppe Lippi.

## Racconti

### A tutto gas
(titolo originale Throttle) racconto di Joe Hill e di suo padre, Stephen King, ispirato a Duel, il racconto del 1971 di R.Matheson, che parla di un automobilista inseguito in autostrada da un camionista impazzito. Si tratta della prima collaborazione in assoluto tra padre e figlio ed apre la celebrazione a Matheson.
Narra la storia di Vince, capo di una banda di motociclisti chiamata "The Tribe", che cerca di affrontare le conseguenze di un affare fallito per la produzione di metanfetamine che ha portato alla perdita di denaro e all'uccisione di Dean Clarke e della sua ragazza. Il figlio di Vince, Race Adamson, furioso per la perdita, insiste per recarsi a Show Low per recuperare il denaro dalla sorella di Clarke. Durante il viaggio, un camionista di nome Laughlin, che sembra aver ascoltato le loro conversazioni, inizia una spietata caccia all'uomo, investendo e uccidendo diversi membri della Tribe. Vince si rende conto che Laughlin sta vendicando la morte di sua figlia, Jackie Laughlin, che era la ragazza di Clarke. Usando il dispositivo "Little Boy" (una granata stordente), Vince riesce a distruggere il camion di Laughlin, uccidendolo. Alla fine, Vince si confronta con Race, che mostra indifferenza per le perdite e persiste nel voler cercare la sorella di Clarke, e gli ordina di andarsene, minacciando di denunciarlo alla polizia. Vince e il suo fedele amico Lemmy rimangono a contemplare le conseguenze devastanti della giornata.

### Ritirata
(titolo originale Recalled) racconto di F. Paul Wilson, sequel di Il dispensatore (The distributor), racconto del 1958 con protagonista Theodore Gordon, uomo malvagio che si diverte a distruggere la vita dei suoi vicini.
Theodore è un "distributore" professionista che gode nel rovinare la vita delle persone, creando discordia e caos nelle comunità in cui si stabilisce. Si presenta come un vedovo e consulente finanziario, osservando attentamente i suoi vicini e raccogliendo informazioni per le sue macchinazioni. Tuttavia, in questa nuova città, Wolverton, Theodore scopre che qualcuno sta sistematicamente annullando i suoi "lavori", le prove delle sue azioni vengono rimosse. Inizia a sentirsi osservato e paranoico. Nonostante le sue preoccupazioni, Theodore persiste, compiendo azioni più drastiche. La storia culmina con l'arrivo di un uomo sconosciuto che si rivela essere un investigatore privato ingaggiato dalla figlia di una delle vittime precedenti di Theodore. Questo investigatore ha seguito Theodore e ha sistematicamente annullato le sue azioni.  L'investigatore confessa di aver riposizionato le prove che Theodore aveva seminato per incastrare gli altri, mettendole invece nel garage di Theodore stesso, includendo gli oggetti rubati e le prove dei suoi crimini. Mentre i vicini, ormai infuriati e consapevoli delle manipolazioni del distributore, si radunano fuori dalla sua casa, l'investigatore se ne va, lasciando Theodore alla mercé della folla. Theodore, sentendosi sconfitto e umiliato, decide di suicidarsi con una capsula di cianuro.

### Anch'io sono leggenda
(titolo originale I'm Legend, too) scritto da Mick Garris e pensato come prequel di Io sono leggenda (I'm Legend), racconto del 1954, tra i più popolari di Matheson.
Il racconto è narrato dal punto di vista di Ben Cortman, che prova profondo risentimento e gelosia verso il suo vicino e collega, Bob Neville. Ben è frustrato dalla propria vita, dal suo aspetto fisico e dalla percezione che Bob abbia tutto ciò che lui desidera: una bella moglie, una bella casa, un buon lavoro e carisma che attrae tutti, inclusa la moglie di Ben, Freda. La gelosia raggiunge il culmine durante la festa di compleanno di Bob, dove Ben è convinto che Freda lo tradisca con Bob, e questo lo consuma. Tornato a casa, Ben è incapace di dormire, tormentato dall'immagine di Freda e Bob insieme. La svolta arriva quando un vampiro entra nella loro camera da letto; Ben viene morso e ucciso. Quando Freda torna a casa dalla festa, ignara della tragedia, entra nella camera da letto e trova Ben che la morde, trasformandola a sua volta. Subito dopo, Robert Neville (Bob) irrompe nella stanza, armato di un paletto di legno, e uccide Freda, che si disintegra in cenere. Ben, ormai vampiro, è accecato dall'odio e attacca Neville, che riesce a fuggire. La storia si conclude con Ben Cortman che, anche se non più un uomo ma una "leggenda", è animato dall'odio primordiale per Neville, che ritiene responsabile della sua rovina, e lo perseguiterà ogni notte uscendo dal suo rifugio sotterraneo.

### Due spari dalla galleria fotografica Fly's
(titolo originale Two Shots from Fly's Photo Gallery) di John Shirley; è il sequel del racconto del 1975 Ovunque nel tempo (Somewhere in Time) conosciuto anche col titolo Appuntamento nel tempo.
Il narratore, Bill Washoe, un professore di storia americana e autore di libri sul Vecchio West, è tormentato dal suicidio della moglie, Rebecca "Becky" Clanton, avvenuto il 16 luglio 1975. Si sente in colpa per non essere stato lì per lei e per averla trascurata. Becky soffriva di depressione, e la sua famiglia aveva una storia di abbandoni e tragedie. Bill ricorda una conversazione con uno psichiatra, il Dott. Hale Vennetty, che ipotizzava che l'unica via per spezzare un ciclo di abbandono familiare fosse viaggiare indietro nel tempo e impedire che l'abbandono avvenga. Bill decide quindi di tentare il viaggio nel tempo per salvare Becky, interrompendo il ciclo di sventura che ha afflitto la sua famiglia. Il suo piano è tornare nel 1881 per impedire la morte di Billy Clanton, il bis-bisnonno di Becky, che fu ucciso nella sparatoria all'OK Corral. Se Billy fosse sopravvissuto, avrebbe sposato Isabella, la sua amante, e cresciuto il loro figlio, spezzando così la catena di abbandono e la conseguente depressione che affliggeva Becky. Bill utilizza il metodo di viaggio nel tempo basato sulla concentrazione mentale e l'immersione nell'epoca desiderata, circondandosi di artefatti dell'epoca e visualizzando intensamente il 26 ottobre 1881 a Tombstone, il giorno della famosa sparatoria. Dopo giorni di sforzi, riesce a viaggiare nel tempo e si ritrova a Tombstone nel 1881. Durante la sua permanenza nel passato Bill si imbatte in un altro se stesso, una versione futura (un "Bill Washoe del futuro"). Questo altro se stesso gli rivela che il suo tentativo di "salvare" Billy Clanton ha avuto conseguenze disastrose per Becky nel futuro. Bill, ignorando l'avvertimento, spara e uccide il suo futuro sé. La coscienza del Bill morente si fonde con la sua, e le sue dolorose memorie della sofferenza di Becky si riversano in lui. Rendendosi conto della verità, Bill, sebbene con un'influenza sul passato, decide di agire. Sparando, da dietro l'angolo di Fly's Photo Gallery, a Billy Clanton, assicurandosi che muoia come nella storia originale. Questo atto lo fissa nel 1881. Viene arrestato per l'omicidio del suo "gemello" e attende l'esecuzione. La storia si chiude con Bill che scrive la sua versione degli eventi, sperando che un giorno raggiunga il Dottor Crosswell (il suo futuro zio, che gli aveva parlato per primo del viaggio nel tempo), e riflette sul suo destino e sull'amore perduto.

### Il diario di Louise Carey
(titolo originale The diary of Louise Carey) scritto da Thomas Monteleone e pensato come variante del racconto Tre millimetri al giorno (The shrinking man) del 1956, una delle storie più amate di Matheson. Il punto di vista sulla vicenda originale è questa volta quello di Louise, la moglie di Scott.
l diario di Louise rivela il suo crescente disprezzo e la sua frustrazione per il marito, Scott, che sta progressivamente rimpicciolendo. Inizialmente, Scott non vuole accettare la sua condizione e si rifiuta di vedere un medico. Louise osserva con un misto di compassione e fastidio il suo declino fisico e psicologico. Il rimpicciolimento di Scott porta a tensioni nel loro matrimonio, specialmente per quanto riguarda l'intimità fisica e il suo impatto sul ruolo di Scott come capofamiglia. La storia introduce anche Marty, il fratello di Scott, che è più alto, affascinante e sembra avere un interesse romantico per Louise. Louise inizia a considerare Marty come una via di fuga dalla sua situazione infelice. Nonostante l'iniziale riluttanza di Scott, Louise lo spinge a scrivere un libro sulla sua condizione per i soldi, arrivando persino a maltrattarlo verbalmente e fisicamente. Louise, sempre più distaccata e indifferente alla sofferenza di Scott, arriva a pensare che sarebbe meglio se Scott scomparisse completamente. Alla fine, Scott diventa così piccolo da essere quasi invisibile. Louise e la figlia Beth si trasferiscono in una nuova casa con Marty, abbandonando Scott, che presumibilmente è scomparso o è morto a causa del suo rimpicciolimento estremo. Il diario si conclude con Louise che riflette sulla scomparsa di Scott e si chiede cosa pensi di lei, pur sentendosi libera e felice con Marty.

### Urla come me
(titolo originale She Screech like me) racconto di Michael A. Arnzen, sequel di Nato d'uomo e di donna (Born of Man and Woman), che è stato pubblicato per la prima volta nel 1950 sulla rivista  The Magazine of Fantasy and Science Fiction; questo racconto di Matheson ebbe un forte impatto sul pubblico, aiutandolo a dare slancio alla sua carriera.
Il racconto continua il diario del bambino mutante, protagonista della storia originale, con un linguaggio distorto e semplificato, che riflette la sua traumatica e isolata esistenza. La storia inizia con un flashback di un episodio di violenza: il "Padre" picchia il bambino con un bastone dopo che quest'ultimo ha ferito la "Madre". Il bambino descrive il sangue verde che gocciola dalla sua testa e il dolore. La "Madre" è immobile e non più "bella". Poi appare la "Piccola Madre" (una donna più giovane, forse una sorella o un'altra figura femminile), che urla come il bambino. Il Padre la scaccia, e la Piccola Madre se ne va urlando "Papà è cattivo". In un impeto di rabbia, il bambino usa una catena per attaccare il Padre, finché questi smette di muoversi. Più tardi, una "Grande Madre" (la nonna del bambino) arriva, accompagnata dalla Piccola Madre.  La Grande Madre abbraccia il bambino e gli mostra affetto, cosa che il bambino non aveva mai sperimentato prima. Le rivela di aver saputo delle violenze del Padre e promette che ora le cose andranno meglio. Alla fine, la Grande Madre insegna al bambino il suo nome.

### Le cose belle che ci sono tolte nella vita non si perdono
(titolo originale Everything of Beauty Taken from You in This Life Remains Forever) di Gary A. Braunbeck, sequel del racconto di Matheson Il pulsante (Button, Button) del 1970, che affronta il dilemma etico sul valore della vita altrui. Il racconto di Braunbeck ci insegna cosa possiamo trarre da questa storia.
La storia è una lettera scritta da una donna anziana, la narratrice, al Signor Steward, l'individuo che le ha offerto l'unità con il pulsante che, se premuto, avrebbe ucciso una persona sconosciuta in cambio di duecentocinquantamila dollari. La narratrice riflette sulla sua vita, sulla sua educazione morale e sull'etica del lavoro dei suoi defunti genitori e di suo marito, Frank. Si rammarica della sua decisione di accettare l'offerta, riconoscendo che i suoi cari sarebbero stati profondamente delusi. Descrive un episodio straziante che ha osservato la notte prima di premere il pulsante: una bambina, di circa tre anni, che implora disperatamente i suoi genitori di non lasciarsi. Questo evento la porta a riflettere sulla "morte" in diverse forme, non solo fisica, ma anche quella emotiva e spirituale inflitta ai bambini. Nonostante il suo disprezzo per ciò che le veniva chiesto di fare, alla fine la donna cede alla disperazione. Il racconto si conclude con una rivelazione sorprendente: la lettera è stata interrotta nel punto in cui la protagonista dice "non conosco me stessa affatto". L'ultima parte della lettera è scritta dal figlio Billy, che rivela che sua madre ha effettivamente premuto il pulsante ed è morta. Billy, furioso per la morte di sua madre, lascia il denaro e la lettera per il Signor Steward, ma lo avverte che è pronto ad ucciderlo se dovesse tornare.

### Il caso di Peggy Ann Lister
(titolo originale The Case of Peggy Ann Lister) scritto da John Macclay, pensato come sequel del romanzo poliziesco Cieco come la morte (Someone is bleeding), conosciuto in altre edizioni anche col titolo Ricatto mortale e da cui è stato tratto il film del 1974 Esecutore oltre la legge (Icy Breasts).
Chuck Mason, poliziotto settantenne di Baltimora, in pensione, investiga su vecchi casi di omicidio, in particolare cosa sia successo agli assassini. Chuck è ossessionato dal caso di Peggy Ann Lister, una donna accusata di aver ucciso il suo primo marito, il suo padrone di casa e un ricco benefattore con legami con la mafia, usando un rompighiaccio. Chuck scopre che Peggy Ann è stata dichiarata totalmente insana e rinchiusa in un istituto nel 1954. Viene a sapere che un aspirante scrittore, David Newton (ora noto come David Neustadt, uno scrittore di successo), era profondamente legato a Peggy; addirittura l'aveva sposata, e aveva scritto un resoconto degli eventi che non era stato accettato in tribunale. Chuck Mason rintraccia David Neustadt in Florida, il quale, ormai uomo anziano e di successo, confessa di essere ancora ossessionato da Peggy e racconta la vita di abusi subiti dalla donna; sostiene che il suo caso, avvenuto negli anni '50, era una "reazione estrema" a un'epoca priva di consapevolezza sull'abuso sessuale infantile e sui diritti delle donne. David vede ora Peggy come un simbolo delle conseguenze dell'abuso. Lo scrittore rivela a Chuck che Peggy Ann Lister è ancora viva e gli fornisce il suo indirizzo. Spinto dalla sua ossessione, Chuck si reca da Peggy. La trova ancora una donna straordinariamente bella, nonostante l'età e la sua condizione mentale. Peggy lo invita a entrare e lo seduce. La storia si conclude con Chuck che si unisce a Peggy, consapevole della sua follia e delle sue tendenze omicide e accettando il suo destino, volendo vivere gli ultimi anni della sua vita in questa "strana" relazione.

### Ritorno a Zachry
(titolo originale Zachry Revisited) scritto da William F. Nolan, sequel di I figli di Noè (The children of Noah) del 1957, classico del terrore, ambientato in una piccola cittadina.
La storia segue le vicende dei coniugi Lindley, Peggy e Bruce, che viaggiano dal Wisconsin a Zachry, una piccola e isolata comunità del Maine. Cercano il fratello di Peggy, James Ketchum, scomparso un anno prima. Arrivati a Zachry, i Lindley trovano un hotel fatiscente con un anziano e svogliato impiegato che nega di aver visto James. Si recano poi alla stazione di polizia, ma anche lì i risultati delle ricerche sono scarsi. Tornati in hotel fanno la conoscenza della figlia del proprietario, Elmira, una donna giovane e attraente. Elmira rivela che tutti in città sono discendenti del fondatore, Noah Zachry, e della sua moglie africana, lasciando presagire una storia di cannibalismo e tradizioni oscure. La mattina seguente, Bruce è scomparso e Peggy decisa ad affrontare il capo della polizia viene catturata. La donna si risveglia ad un macabro banchetto in cui la portata principale è proprio suo marito scomparso. Peggy, inorridita, si rende conto di essere stata intrappolata e di trovarsi in una comunità di cannibali.

### Rentree
(titolo originale Comeback) racconto di Ed Gorman, ispirato al racconto del 1970 di Matheson, intitolato Tocco finale (The finishing touches), che esplora i temi dell'invidia e dell'ingegno.
La storia è narrata da Michael Rafferty, un ex musicista che ora lavora in un negozio di chitarre, Guitar City. Lui e il suo amico, Pete McMurtin, facevano parte di una band di successo con John Temple, ma John li ha abbandonati per intraprendere una carriera solista di grande successo. Michael è pieno di risentimento e invidia per il successo di John. La storia si svolge il giorno del trentesimo compleanno di John Temple, che sta tornando a Chicago per una festa celebrativa. Michael cerca di convincere Pete, che ha sviluppato una grave dipendenza dalla cocaina dopo essere stato lasciato da John e dalla sua ragazza, Kelly Keegan, a venire alla festa. Michael spera così di infastidire John. Alla festa di compleanno di John, in un locale elegante, Michael e Pete osservano John e Kelly sul palco. Michael è ancora pieno di rabbia, Kelly si ricongiunge con Pete, con Michael che osserva la scena con un misto di felicità per Pete e soddisfazione per la "punizione" inflitta a John. Poco dopo, John invita Michael nel suo camerino. John ammette di aver lasciato la band perché Pete non era affidabile a causa della sua dipendenza, e Michael non era il miglior chitarrista. Riconosce che pur avendo tutto il successo materiale che desiderava, non potrà mai avere Kelly nel modo in cui l'ha avuta Pete. Dopo il confronto con John, Michael si rende conto che, sebbene volesse ferire John, il suo successo non era garantito e forse John aveva ragione sul fatto che né lui né Pete avrebbero avuto un vero "comeback". La storia si conclude con Michael che, pur disilluso, accetta la realtà della sua situazione.

### Nessun uomo è un'isola
(titolo originale An island unto himself) di Barry Hoffman, pensato come variante del racconto Scomparsa graduale (Disappearing Act) del 1953, che esplora l'idea della scomparsa delle persone dalla memoria e dall'esistenza.
La storia segue Don Woodson, un fotoreporter noto per il suo lavoro in zone di conflitto. Don è puntuale e metodico, ma un giorno si ritrova a essere inspiegabilmente non riconosciuto da chiunque incontri. La sua giornata inizia con il tentativo di entrare nel suo ufficio alla CNN, ma la guardia di sicurezza, Charlie, non lo riconosce. Lo stesso accade con la segretaria del suo capo, Jean, e poi con il suo stesso capo, Tom Spooner, che negano di averlo mai visto o di conoscerlo. Don cerca disperatamente di dimostrare la sua esistenza: cerca il suo nome su Google, ma non trova menzioni di sé come fotoreporter. Si reca alla sua banca, dove il suo conto non esiste e la sua firma e impronta digitale non vengono riconosciute. Il suo vicino lo scambia per un nuovo inquilino. I suoi annuari scolastici non contengono la sua foto. Persino i suoi genitori negano di avere un figlio di nome Don. L'unico "prova" della sua esistenza sono i suoi diari personali, in cui ha documentato la sua carriera e i suoi pensieri. Decide di cercare aiuto da una psichiatra, la Dottoressa Eileen Tilghman, che gli era stata raccomandata da un soldato che aveva coperto in Iraq. Il giorno dopo la prima seduta, la dottoressa Tilghman, come tutti gli altri, non lo riconosce e il suo appuntamento non è nel libro degli appuntamenti. Don tenta ancora una volta di convincerla, ma Lla dottoressa gli suggerisce che potrebbe soffrire di schizofrenia o di personalità multiple. Don, esasperato, torna a casa e decide di scrivere tutto ciò che gli è successo nel suo diario per chiudere quel capitolo della sua vita. Mentre scrive, nota di stare diventando sempre più giovane, fisicamente. Le sue parole diventano sempre più incoerenti, trasformandosi in scarabocchi infantili. Infine, tutto diventa buio. Si risveglia istintivamente nel grembo di sua madre, pensando di avere una seconda possibilità di fare le cose per bene. L'ultima scena mostra la dottoressa Tilghman che cancella il suo appuntamento dal suo duplicato del libro degli appuntamenti, come se Don non fosse mai esistito.

### Venturi
(titolo originale Venturi) di Richard C. Matheson, figlio dello scrittore a cui è dedicata l'intera raccolta. Il racconto è ispirato a La legione dei cospiratori (Legion of plotters) del 1953, che indaga il tema della paranoia. Il titolo fa riferimento all’effetto Venturi, fenomeno fisico legato al movimento dei fluidi, usato metaforicamente per descrivere la pressione psicologica che cresce fino a esplodere in una trasformazione.
Il protagonista, David, è un uomo che vive sulle colline di Malibu, in California, recentemente colpite da devastanti incendi. Dopo aver vissuto l’esperienza traumatica dell’evacuazione e della distruzione del quartiere, David si accorge di una strana protuberanza sulla scapola. Preoccupato, si reca dal medico, che la liquida come semplice tensione muscolare dovuta allo stress. Tornato a casa, David è tormentato dall’insonnia e da un senso crescente di minaccia. Le notti sono dominate dal ricordo del fuoco, dal vento che soffia sulle colline bruciate e dalla paura che l’incendio possa tornare. L’atmosfera è opprimente: la casa è circondata da cenere, il quartiere è deserto, e David si sente sempre più isolato e vulnerabile. Una notte, mentre cerca di rilassarsi sul terrazzo, David avverte nuovamente la presenza della protuberanza, che nel frattempo si è moltiplicata in altre parti del corpo. In preda al panico, si osserva allo specchio e scopre che dalle escrescenze stanno emergendo degli occhi: decine di occhi che si aprono sulla sua pelle, sulle braccia, sulla schiena, sulle mani e persino tra i capelli. Questi occhi, autonomi e vigili, scrutano l’ambiente circostante in tutte le direzioni. David, inizialmente terrorizzato, comprende che la loro funzione è quella di proteggerlo, di vegliare su di lui durante la notte e di avvertirlo di ogni possibile pericolo. Alla fine, si lascia andare a questa nuova condizione, trovando una sorta di pace nel sentirsi finalmente al sicuro, sorvegliato da tutte quelle nuove “sentinelle” che la sua psiche traumatizzata ha generato.

### Selvaggina
(titolo originale Querry) pensato come sequel di Preda (Prey) del 1969 e scritto da Joe R. Lansdale.
l protagonista, Jeff, è uno scrittore in crisi, nel bel mezzo di un divorzio e con una scadenza per il suo libro. Nel tentativo di trovare ispirazione e arredare la sua nuova casa, Jeff visita un negozio di antiquariato. Qui gli viene proposta una bambola Zuni, "He Who Kills" (Colui Che Uccide), avvertendolo che ha una storia di maledizioni. Nonostante gli avvertimenti, Jeff, affascinato dall'oggetto, la acquista. Una volta a casa, Jeff ignora la placca che recita "TOGLI A TUO RISCHIO" e rimuove la catena dalla bambola, liberando involontariamente lo spirito guerriero. Dopo una serie di incidenti, Jeff capisce che a causarli è proprio la bambola maledetta. La storia si trasforma in un inseguimento brutale in auto, con Jeff che cerca disperatamente di fuggire dalla bambola che lo insegue con una velocità e una determinazione soprannaturali. Jeff si scontra con la bambola più volte, finché non riesce a farla cadere dalla sua auto e a distruggerla, causandone la combustione.

### Ritorno a villa inferno
(titolo originale Return to Hell House) di Nancy A. Collins, prequel del terrificante racconto del 1971 di Matheson La casa d'inferno (Hell House).
La storia è ambientata nel 1940 e segue la prima indagine nella Belasco House, nota come "Hell House", dal punto di vista di Benjamin Fischer, un giovane medium di quasi sedici anni. Ben è accompagnato dalla madre, Gladys Fischer, donna ambiziosa che vede nel figlio il salvatore del Movimento Spiritista. L'indagine è finanziata da Hale University e guidata dal Dott. Graham e dal Dott. Rand, con la partecipazione del Professor Fenley e di Grace Lauter, un'altra medium. La signora Alida Crowder, ex moglie del diabolico padrone di casa, Emeric Belasco, avverte il gruppo dei pericoli e della crudeltà di Belasco, implorandoli di non entrare nella casa. Scendendo sempre più a fondo negli orrori perpetrati in quella casa, poco a poco quasi tutti i membri della spedizione muoiono. Ben, con l'aiuto del suo spirito guida Shi Kwan-Chiang, è l'unico sopravvissuto, ma viene ritrovato in stato comatoso e portato in ospedale. La signora Crowder decide di non permettere mai più a nessuno di entrare nella Hell House.

### Cavaliere delle nubi
(titolo originale Cloud River) scritto da Whitley Strieber ed ispirato ai Racconti completi (Collected stories) nell'edizione del 1989. La stessa autrice dichiara che il racconto è più ispirato all'opera di Matheson nel suo insieme che a una storia specifica.
Chris Booker è un trader frustrato e insoddisfatto della sua vita. Il suo capo, Ron, lo costringe a effettuare operazioni finanziarie vantaggiose solo per un tornaconto personale. Chris scopre che Ron ha una scorta di una sostanza chiamata "Cloud Rider" (Prodotto dalla "Lempert Pharmaceuticals"), un unguento che permette a chi lo indossa di volare e forse di manipolare gli elementi. La tensione tra Chris e Ron aumenta, culminando in uno scontro in ufficio dove Chris lancia a Ron una lattina di Cloud Rider, che gli si rovescia sul braccio. La sostanza sembra dare a Ron un controllo motorio innaturale. Chris, sospettando la natura malvagia di Ron, decide di indagare e capire come funzionano le sue manipolazioni meteorologiche. Riesce a procurarsi una lattina di Cloud Rider; Sperimenta l'unguento su se stesso e scopre che gli conferisce la capacità di levitare e volare, anche se inizialmente con scarso controllo. Viene inseguito da altre figure in nero, i "Cloud Riders" di Ron, che si muovono con precisione e velocità nel cielo di Chicago. Si scopre che Ron e la sua squadra stanno creando una tempesta artificiale per distruggere una città e trarre profitto dalle scommesse assicurative. Chris si lancia nella tempesta per fermarli. Durante il confronto, Chris riesce a sconfiggere Ron, che viene consumato dal fuoco nel cielo.

### Il complotto delle mogli
(titolo originale Conjure Wife) sceneggiatura del film La notte delle streghe del 1962 (Burn, Witch, burn! meglio conosciuto col titolo Night of the eagle). Il testo fu scritto dallo stesso Matheson in collaborazione con Charles Beaumont e trae ispirazione dal romanzo di Fritz Leiber Ombre del male (Conjure wife).
Si basa sul contrasto tra il razionalismo incrollabile del protagonista, il professore universitario Taylor, e la devozione superstiziosa della moglie Tansy, che sfocia in un conflitto crescente. Lui è un uomo affermato: docente stimato, con una vita agiata e una compagna affascinante, ben visto da tutti. Lei, moglie amorevole e devota, nel privato si dedica a pratiche esoteriche per proteggerlo da eventuali influssi negativi. La situazione degenera quando lui scopre in casa strani oggetti rituali portati proprio da sua moglie. Il vero punto di rottura arriva quando il professor Taylor, deciso a dimostrare l'inconsistenza di quelle credenze, si libera degli amuleti. Ma le conseguenze non saranno affatto quelle previste. Dopo una serie di eventi sfortunati che mettono in pericolo il protagonista, tra cui la possessione della moglie da parte di una forza malvagia che tenta di ucciderlo, Taylor capisce che probabilmente la persona responsabile di tutto questo lavora nella sua stessa università.

### Edizioni
- Christopher Conlon (a cura di), Lui è leggenda, Milano, Arnoldo Mondadori Editore, Collana Urania Millemondi n.57, Novembre 2011.